# 広島県道471号所山潮原線
広島県道471号所山潮原線（ひろしまけんどう471ごう ところやまうしおばらせん）は、広島県廿日市市を通る一般県道である。

## 概要
廿日市市虫所山から廿日市市吉和に至る。前身が林道だったので道幅が狭く離合困難な上、急カーブ、急勾配が多く大型車の通行は不可能である。

### 路線データ
- 起点：廿日市市虫所山（広島県道295号助藤津田線交点）
- 終点：廿日市市吉和（国道186号交点）
- 総延長：11.207 km[1]
- 異常気象時通行規制・冬季閉鎖：区間：廿日市市虫所山・大黒橋 - 廿日市市吉和・魅惑の里（ツリーハウス入口前）間 （延長：7.4 km、12月15日から翌年3月15日まで）

## 歴史
- 1996年（平成8年）4月25日 - 広島県告示第469号により認定される。
- 2003年（平成15年）3月1日 - 佐伯郡佐伯町および吉和村が廿日市市に編入されたことに伴い全区間が廿日市市域のみを通る路線になり、併せて起終点の地名表記が変更される。
- 2004年（平成16年）3月8日 - 広島県告示第351号により全区間の区域が決定する。

## 地理
佐伯郡佐伯町および吉和村が存在した当時（2003年（平成15年）2月28日まで）には本路線の区域は全く決定しておらず、結果として認定のみの実体が存在しない路線だった。

### 通過する自治体
- 廿日市市

### 交差する路線
| 交差する道路             | 交差する場所 | 交差する場所 |
| ------------------------ | ------------ | ------------ |
| 広島県道295号助藤津田線  | 虫所山       | 起点         |
| 国道186号 国道434号 重複 | 吉和         | 終点         |

### 沿線
- 四和簡易郵便局
- 魅惑の里